# Un home amb sort
Un home amb sort (títol original: The Lucky One) és una pel·lícula estatunidenca dramàtica de 2012. Està basada en la novel·la homònima de Nicholas Sparks.
Va ser dirigida per Scott Hicks, escrita per Will Fetters i protagonitzada per Zac Efron i Taylor Schilling. Estrenada el 20 d'abril de 2012 als Estats Units, el 3 de maig a Xile i el 25 de maig a Espanya. Ha estat doblada i subtitulada al català.

## Argument
Logan Thibault (Zack Efron), durant una de les seves missions a l'Iraq, troba pràcticament enterrada al desert la fotografia d'una jove somrient. En veure que ningú reclama la foto a la base militar, Logan decideix guardar-se-la. A partir d'aquest mateix instant comença a tenir bona sort, guanya en les partides de pòquer i sobreviu a una bomba que mata a dos dels seus companys i uns d'aquests companys eren el germà de la dona de la imatge, pel que considera que la noia de la foto és el seu amulet i que gràcies a ella segueix amb vida.
Quan torna als Estats Units, intentarà buscar la dona de la fotografia, trobant a la localitat de Hampton, Carolina del Nord. Beth Clayton (Taylor Schilling) és una persona increïblement fort. Logan finalment acaba treballant a la residència canina de la família, i durant la seva estada s'acabarà sentint fortament atret per Beth,. Un secret que podria arruïnar la meravellosa història d'amor que acaba de començar.

## Repartiment
- Zac Efron: Logan Thibault.
- Blythe Danner: Nana.
- Taylor Schilling: Beth Green.
- Riley Thomas Stewart: Ben Clayton.

## Producció
Es va rodar entre el 13 d'octubre i el 21 de desembre de 2010.2 Va ser filmada íntegrament a Nova Orleans, Louisiana. L'actor Zac Efron va haver d'augmentar 8 quilos en musculatura i rapar-se el cabell per poder interpretar el seu personatge en el film, un jove del Cos de Marines dels Estats Units. Taylor Schilling va obtenir el paper després que Abbie Cornish i Katie Cassidy fossin descartades. El tràiler i el pòster del film van ser llançats per Warner Bros el 8 de desembre del 2011.
Zac Efron, Taylor Schilling i Nicholas Sparks van realitzar una gira promocional per Sydney, Austràlia; Berlín, Alemanya, i Londres, Regne Unit. Durant la seva estada a la capital anglesa Efron va declarar que: "quan vaig llegir el guió per primera vegada, vaig pensar que no seria capaç d'interpretar el paper, per diverses raons: Logan és un home fort, un heroi, un marine, i un sergent, un càrrec que significa una gran autoritat ". Per la seva banda Sparks, autor de la novel·la en què es basa la cinta, ha explicat que: "el viatge de la vida és un tema que s'ha abordat en llibres i pel·lícules al llarg de la història i segueix reutilitzant una vegada i una altra. Per Beth i Logan, és un viatge cap a la recuperació ".

## Rebuda

### Crítica
Segons la pàgina d'Internet Rotten Tomatoes va obtenir un 20% de comentaris positius, arribant a la següent conclusió: "tot i que proporciona la quantitat apropiada de melodrama, The Lucky One es basa en tòpics massa sensiblers com per atraure un públic que no estigui relacionat amb la fórmula de Nicholas Sparks ". Roger Ebert va escriure per a Chicago Sun Times que "si alguna vegada et va agradar alguna pel·lícula de Nicholas Sparks, probablement gaudiràs amb aquesta". Todd McCarthy va assenyalar per Variety que "Scott Hicks (¿poden haver passat 16 anys des Shine?) Serveix aquesta embafadora història amb absolutament cap autoconsciència sobre els clixés del material o la seva simplicitat". Segons la pàgina d'Internet Metacritic va obtenir crítiques negatives, amb un 38%, basat en 34 comentaris dels quals 4 són positius.

### Taquilla
Estrenada a 3.155 cinemes nord-americans va debutar en segona posició amb 22 milions de dòlars, amb una mitjana per sala de $ 7.137, per davant de Els jocs de la fam i per darrere de Think Like a Man. Va recaptar als Estats Units 60 milions. Sumant les recaptacions internacionals la xifra ascendeix a 90 milions. El pressupost estimat invertit en la producció va ser de 25 milions.

## Premis i nominacions
- Teen Choice Awards Choice Movie: Romance The Lucky One 	Nominat
- Choice Movie: Drama 	Guanyadora
- Choice Movie Actor: Drama 	Zac Efron 	Guanyador
- Choice Movie Actor: Romance 	Guanyador
- Choice Movie Actress: Romance 	Taylor Schilling 	Nominada
- Liplock 	Zac Efron & Taylor Schilling 	Nominat